# Miguel Correa y García
Miguel Correa y García   (Sevilla, 1 d'agost de 1832 - Madrid, 31 de gener de 1900) va ser un militar i polític espanyol, ministre de Guerra durant la regència de Maria Cristina d'Habsburg-Lorena.

## Biografia
De jove va ingressar a l'exèrcit i progressà ràpidament fins a tinent general. De 1891 a 1894 fou governador de Cueta i de la capitania del Nord d'Àfrica. Práxedes Mateo Sagasta el va nomenar ministre de la Guerra entre octubre de 1897 i març de 1899 i senador per Logronyo de 1898 a 1899 i senador vitalici des d'aquest any.
Com a ministre de guerra, el 26 de març de 1898 va declarar que la guerra contra els Estats Units era inevitable, però quan Sagasta va anunciar l'abril del mateix any la suspensió d'hostilitats a Cuba s'hi va oposar i amenaçà de dimitir, perquè creia que malgrat la feblesa de l'Armada Espanyola creia que l'Exèrcit espanyol estava preparat per una guerra amb els Estats Units. Després de començar les hostilitats va preferir enviar l'Armada espanyola a les Filipines i no al Carib, però el govern s'hi va oposar. Després de la batalla de Santiago de Cuba va instar als governadors de Cuba, Puerto Rico i Filipines a la resistència a ultrança, i es va oposar al protocol de pau de 12 d'agost de 1989.